# Azucena Adelina Fraboschi
Azucena Adelina Fraboschi (Buenos Aires, 5 de julio de 1942 - Buenos Aires, 28 de diciembre del 2014) fue una historiadora, latinista, traductora y docente de historia clásica y medieval de la Argentina.

## Biografía
Azucena Adelina Fraboschi nació el 5 de julio de 1942 en la ciudad de Buenos Aires. Sus padres fueron Juan Ángel Fraboschi, un abogado de la Universidad de Buenos Aires y la Dra. Azucena Alicia Millán Méndez, historiadora de la antigüedad grecolatina. Estudió en el Colegio Jesús María de la capital federal, recibiéndose de maestra normal. También estudio por su cuenta, Lenguas Clásicas, historia de la cultura y canto lírico.
Estudio la carrera de Filosofía entre los años 1961 y 1966 en la Universidad Católica Argentina (UCA). Una vez finalizados los estudio comenzó a dar clases en la misma institución, donde estuvo presente ocupando distintos cargos y frente a diferentes materias por más de 30 años. Al mismo tiempo, y en paralelo comenzó a realizar investigaciones en historia clásica y medieval, convirtiéndose en una importante latinista de Argentina. A lo largo de su carrera se especializó sobre todo en la historia y filosofía medieval. Sobre todo centró su esfuerzo en el estudio de la pensadora y mística alemana del siglo xii, la abadesa santa Hildegarda de Bingen. De esta forma, llegó a ser una referente internacional sobre esta pensadora medieval, llegando a brindar gran cantidad de cursos, jornadas y cinco libros dedicados a su análisis publicados entre 2004 y 2013; de los cuales tres fueron publicados por la editorial Miño y Dávila Editores bajo el nombre "Serie Hildegardiana". Llegó a ser también hasta el año 2012 directora del Instituto de Estudios Grecolatinos Prof. Francisco Nóvoa, dependiente de la Facultad de Filosofía y Letras de la Universidad Católica Argentina.
Falleció en Buenos Aires el 28 de diciembre del 2014.